# Lauren Lazin

Lauren Lazin (2016)

Lauren Beth Lazin (* um 1960) ist eine amerikanische Dokumentarfilm-Produzentin, Regisseurin und -Filmemacherin. Sie wurde wiederholt für ihre Dokumentarfilme für Emmys nominiert und produzierte den 2005 oscarnominierten Dokumentarfilm Tupac: Resurrection.

## Ausbildung
Lauren Lazin wurde 1982 am Smith College, dem größten Frauencollege der USA, mit Magna cum laude graduiert und erlangte 1985 ihren Master in Dokumentarfilmproduktion an der Stanford University. Im Jahr 2007 ehrte sie das Smith College mit einem Ehrendoktorgrad.
Lazin ist Phi-Beta-Kappa-Mitglied.

## Filmisches Schaffen
Lazins erster Film, The Flapper Story, wurde 1985 im Museum of Modern Art in der Serie New Directors/New Films uraufgeführt und mid einem Studenten-Academy-Award ausgezeichnet.
Sie arbeitete für MTV und PBS und schuf dort über 40 Dokumentarfilme. 1990 entstand die fünfteilige TV-Miniserie Sex in the 90's, die später Kult wurde. 1992 entwickelte sie für MTV das fünfteilige MTV-Rockumentary-Format, in dem Musikgrößen porträtiert wurden. Im Jahr 1993 veröffentlichte Lazin den preisgekrönten Dokumentarfilm Seven Deadly Sins. Der 1995 entstandene Film Fight Back über Kindesmissbrauch wurde in Sonderaufführungen im Kongress gezeigt. 
Die von Lazin produzierte 95-teilige TV-Dokumentar-Serie True Life (1998–2008) war 1999 für einen Emmy nominiert. Der im Jahr 2000 ausgestrahlte Fernsehdokumentarfilm Journey of Dr. Dre erhielt 2001 zwei Emmy-Nominierungen. Die 2003 entstandene Dokumentation Tupac: Resurrection wurde im gleichen Jahr von der International Documentary Association und bei der Oscarverleihung 2005 (gemeinsam mit Karolyn Ali) in der Kategorie Bester Dokumentarfilm nominiert. Der Nachfolgefilm I'm Still Here: Real Diaries of Young People Who Lived During the Holocaust war 2006 für zwei Emmys nominiert und wurde von der National Foundation for Jewish Culture als Bester Dokumentarfilm ausgezeichnet.
Im Jahr 2007 erschien der Dokumentarfilm The Last Days of Left Eye, der das Leben und Sterben der Sängerin Lisa „Left Eye“ Lopes von TLC beschreibt. Der Film wurde erstmals auf VH1 ausgestrahlt. 2009 machte Lazin den mit großer Reichweite ausgestrahlten Dokumentarfilm Get Schooled: You Have The Right, in dem auch Barack Obama zu Wort kommt. Durch diesen Kontakt kam die Obamas Wahlkampf begleitende Dokumentation Race to the Top Commencement Challenge zustande, die Lazin produzierte und die 2012 für einen Emmy nominiert wurde.
Für VH1 produzierte Lazin weitere erfolgreiche Dokumentarfilme, darunter 2010 Soul Train: The Hippest Trip in America (2012 Emmy-nominiert), The TRL Decade und Yo! The Story of Yo! (beide 2012).
Die Dokumentation L Word Mississippi: Hate the Sin aus dem Jahr 2014 erhielt den GLAAD-Preis im Jahr 2015.